# Parti féministe d'Espagne
Le Parti féministe d'Espagne (PFE) est un parti féministe et marxiste-léniniste espagnol créé par Lydia Falcón en 1979 (officiellement enregistré le 8 mars 1981),.
Ses revendications sont centrées sur des thèmes comme l'exploitation sexuelle ou encore la reproduction, et considère la femme comme une classe sociale rattachée au mode de production domestique. Le parti est actuellement membre de la Izquierda Unida, coalition politique de gauche radicale.

## Histoire
En 1983 un congrès a lieu à Barcelone dans lequel sont choisis les membres du comité exécutif : Lidia Falcón et Carmen Sarmiento, María Incarne Sanahuja, docteure en archéologie ; Mercedes Izquierdo, économiste ; Montserrat Fernández Casido, avocate assistante; Pilar Altamira, psychologue ; Elvira Siurana, secrétaire ; Isabel Marín, nutritionniste, et María Anges Piquero, responsable en relations publiques. De nombreux débats sont lancés au cours de ce même congrès. L'écrivaine María José Ragué, a par exemple exprimé qu'elle considérait que la libération de la femme viendrait avec la libération de son rôle reproducteur. Rôle pour lequel elle défend la recherche en ce qui concerne les nouvelles formes de fécondation in vitro, qui permettrait ainsi aux femmes de décider et de choisir une maternité libre et responsable.
En ce qui concerne les élections au Parlement européen de 1999 le parti a permis la création de la Confédération d'organisations féministes, qui a obtenu 28 901 votes (0,14%), plate-forme dans laquelle il continua à participer par la suite.
Au cours de son second congrès, qui a lieu le 25 et 26 juillet 2015, le parti prend la décision de s'intégrer à la Izquierda Unida afin de participer aux élections législatives dans une stratégie d'unité populaire.
Le 22 février 2020, le parti est expulsé du groupe Izquierda Unida, à la suite d'un vote dans l'assemblée politique et sociale du groupe, où 85% des militants étaient favorables à l'expulsion du parti. Cela est dû, entre autres, à leur positionnement à l'égard de la communauté LGBT.[réf. nécessaire]